# 摩耶號重巡洋艦
摩耶（まや）是日本海軍高雄型重巡洋艦的4號艦。川崎造船所（現在的川崎重工業）神戸造船所動工。艦名是以兵庫縣神戶市的摩耶山命名。在摩耶山上的天上寺山腰建有「軍艦摩耶之碑」。

## 建造經緯

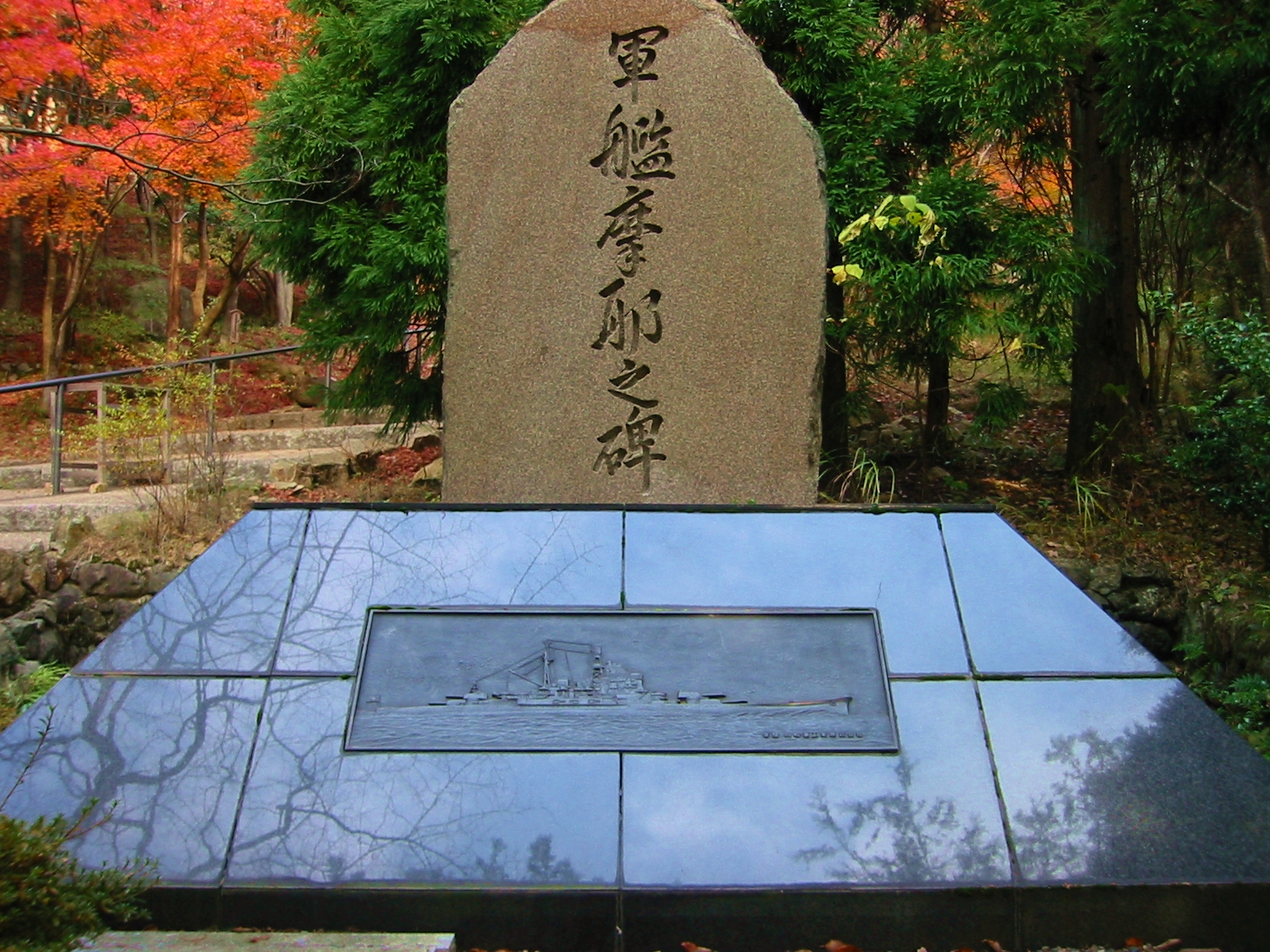
軍艦摩耶之碑

完成妙高型重巡洋艦後的日本海軍，由於華盛頓裁軍條約而制限了主力艦的補充，因此更改為著手建造重巡洋艦。藤本喜久雄造船官的設計原意，是建造為擁有艦隊旗艦機能的高雄型重巡洋艦3號艦。另外，當時由於受到世界經濟大恐慌的影響，令製造本艦的川崎造船廠近乎破產，但在海軍造艦體制維持的觀點介入下，摩耶最後順利動工。不過就以上事件令其動工延遲。服役期间的改装中，该艦撤去了3號主砲塔，改造為2座40口徑12.7厘米連裝高角砲，從而提高了對空戰鬥能力。

## 艦歷
服役後於1937年8月20日的淞滬會戰中出動，參與了上海登陸作戰、華北攻擊。1941年太平洋戰爭開始，參與菲律賓攻略，翌年1942年1月至3月中參與佔據荷蘭領地東印度諸島的油田地區。
返回日本後，4月參與對東京空襲的杜立特隊的追擊戰，其後5月至6月參與了阿留申群島侵佔作戰。
1943年11月，拉包爾空襲中左舷機關室受損，其後回歸横須賀後，進行修理及強化對空兵裝。
1944年10月23日早晨，在捷一號作戰出擊途中在巴拉望水道被美軍貓鯊級潛艇鰷魚號(USS Dace, SS-247) 的4枚魚雷擊中，並在8分鐘內沉沒。

## 同型艦
- 高雄
- 愛宕
- 鳥海

## 歷代艦長

### 艤裝員長
1. 森本丞 大佐（昭和5年11月8日就任）

### 艦長
1. 森本丞 大佐（昭和7年6月30日就任）
2. 山本弘毅 大佐（昭和7年12月1日就任）
3. 新見政一 大佐（昭和8年11月15日就任）
4. 小澤治三郎 大佐（昭和9年11月15日就任）
5. 茂泉慎一 大佐（昭和10年10月28日就任）
6. 大島乾四郎 大佐（昭和11年12月1日就任）
7. 鈴木義尾 大佐（昭和12年11月15日就任）
8. 中原義正 大佐（昭和13年11月15日就任）
9. 大杉守一 大佐（昭和14年11月15日就任）
10. 伊崎俊二 大佐（昭和16年4月15日就任）
11. 鍋島俊策 大佐（昭和16年8月11日就任）
12. 松本毅 大佐（昭和17年10月3日就任）
13. 加藤與四郎 大佐（昭和18年10月16日就任）
14. 大江覽治 大佐（昭和18年12月26日就任） 昭和19年10月23日戰死

## 註腳
1. ↑  #聯合艦隊軍艦銘銘伝110頁

## 備考
- 以摩耶作為艦艇名稱使用，在重巡洋艦高雄型3號艦上是第2次，以前曾作為摩耶級砲艦的船名，這是摩耶這名字的首次使用。當時的同型艦是鳥海、愛宕、赤城（赤城也被用於其他級別戰艦的名字）。
- 在動畫電影《螢火蟲之墓》中被認為是清太父親乘坐的軍艦。